# Enrique Nosiglia
Carlos Enrique Nosiglia (Apóstoles, 28 de mayo de 1949), conocido popularmente como “Coti”, es un empresario y político argentino. Es integrante de la Unión Cívica Radical y se desempeñó como Ministro del Interior entre 1987 y 1989.
Aún sin ocupar cargos públicos, Enrique Nosiglia ha sido una de las personas más influyentes de la política argentina desde el retorno a la democracia en 1983, siendo el principal operador del Alfonsín durante su gobierno (1983-1989) y el principal interlocutor radical de los gobiernos de Carlos Saúl Menem (1989-1999).

## Biografía

### Comienzos
Enrique "Coti" Nosiglia nació en la ciudad de Apóstoles en la provincia de Misiones. Su familia tenía una clínica e inversiones en yerba mate y construcción. Su padre, Plácido, fue un médico y militante del radicalismo que formó parte del gobierno de Arturo Illia como viceministro de salud y luego se desempeñó como diputado nacional entre 1973 y 1976.
A los 12 años Nosiglia dejó Misiones y se trasladó a Buenos Aires. Realizó sus estudios secundarios en la Escuela Modelo. Comenzó la carrera de medicina en La Plata pero al poco tiempo se cambió a abogacía en la Universidad de Buenos Aires. Desde muy joven adhirió a la Unión Cívica Radical. En 1968 fue uno de los fundadores de la Junta Coordinadora Nacional. Compartió la conducción con Federico Storani y Leopoldo Moreau, manteniendo diferencias políticas.   
En 1972 participó de la fundación del Movimiento de Renovación y Cambio, dirigido por Raúl Alfonsín. Organizó la campaña de Alfonsín para disputarle (sin éxito) la presidencia del partido y la candidatura presidencial a Ricardo Balbín.
Durante la última dictadura militar, su hermana Magdalena (militante del ERP) fue secuestrada por el gobierno y continúa desaparecida hasta el día de hoy. En esos años Enrique comenzó a trabajar como asesor en el Banco Nación nombrado por su tío, quien era presidente de la entidad. Posteriormente, cuando su tío pasó al Banco Hipotecario designó a Enrique en este banco.

### Durante el gobierno de Raúl Alfonsín
Nosiglia se convirtió en uno de los principales operadores políticos de Raúl Alfonsín electo presidente en 1983, entre 1983 y 1985 fue subsecretario de Salud y Acción Social bajo el ala del ministro Aldo Neri. Desde esta secretaría estuvo a cargo del Plan Alimentario Nacional (PAN). 
Enrique Nosiglia fue ascendiendo posiciones dentro del gobierno debido a sus contactos y su capacidad para resolver problemas. "A Coti hay que dejarle dos teléfonos y te arregla todo", dijo Alfonsín en una oportunidad. En 1986 Nosiglia compró secretamente el diario Tiempo Argentino para apoyar al gobierno radical. En 1987 llegó a la presidencia de la UCR Capital. Era un “gran organizador”, manejando concesiones y privilegios para empresas que financiaron la campaña de 1987. Fue el impulsor de que Alfonsín nombrara al sindicalista Carlos Alderete al frente del Ministerio de Trabajo.
Nosiglia, junto al entonces ministro de defensa Horacio Jaunarena, fueron los impulsores de las leyes Ley de punto final y Ley de obediencia debida que favorecieron a militares involucrados con la represión ilegal durante la última dictadura militar.

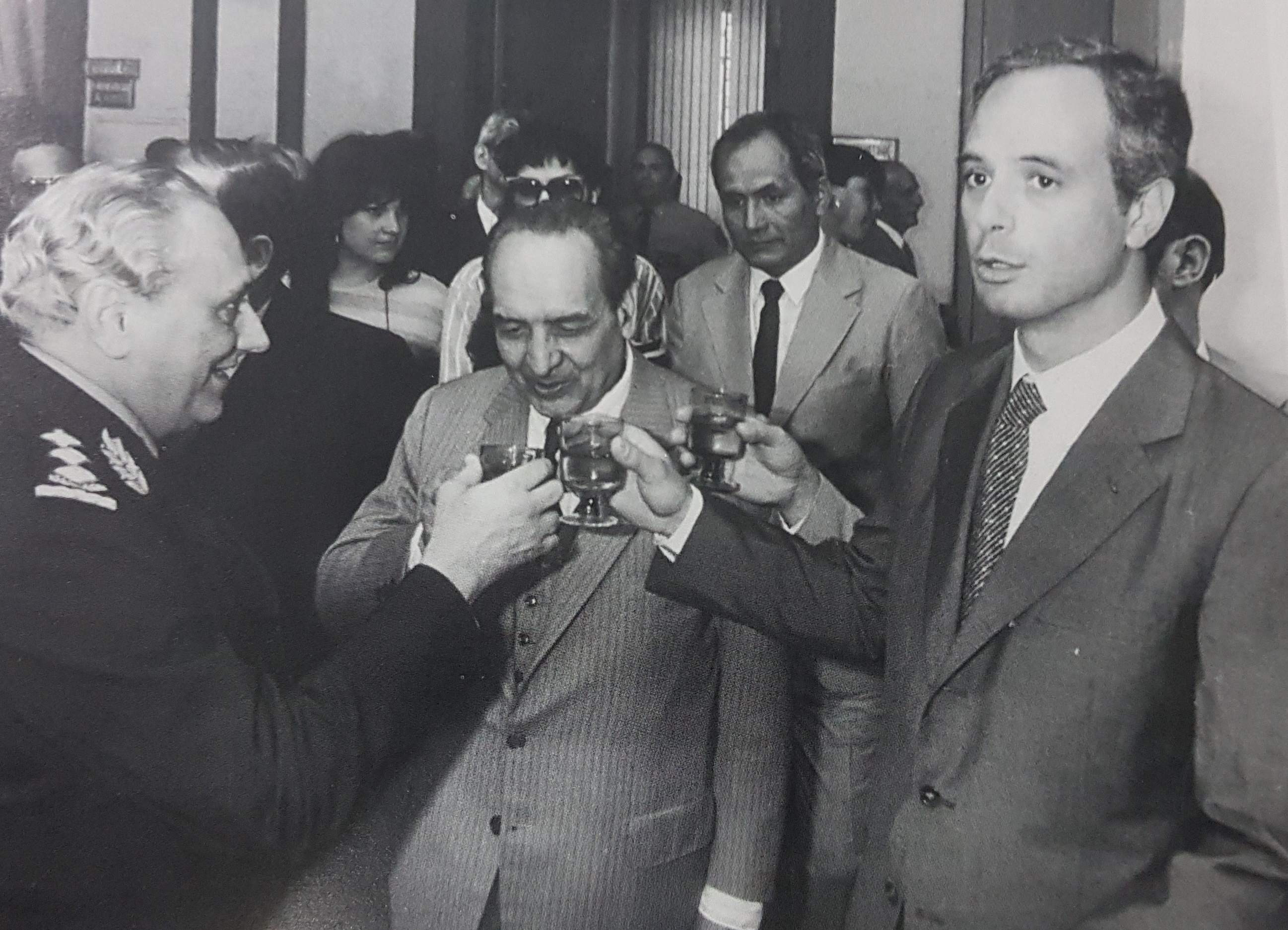
Nosiglia (primero desde la derecha) en 1987, junto con José Severo Caballero y Juan Ángel Pirker, jefe de la Policía Federal.

El 15 de septiembre de 1987 fue designado por Alfonsín como ministro del Interior. Como Ministro del Interior estuvo a cargo de las fuerzas de seguridad, la secretaría de inteligencia y la relación con las provincias. Desde allí Nosiglia ideó un sistema de alianzas que lo llevó a ser persona de confianza para importantes empresarios como los grupos económicos Macri y Zorraquín, los directivos de Esso, Astra y el Citibank. Además tenía una aceitada comunicación con la embajada de Estados Unidos. En mayo de 1989 dejó el cargo en medio de la crisis hiperinflacionaria que atravesaba el país.

### Años 1990
En la década de 1990, Nosiglia actuó como interlocutor entre el gobierno de Carlos Menem y el radicalismo. Su relación se dio fundamentalmente con Luis Barrionuevo, a quien conocía desde la militancia juvenil.

Me une una amistad con el Coti Nosiglia que va más allá de los intereses políticos. Con el Coti tenemos el mismo pensamiento acerca de la democracia y de la alternancia que debe existir. Gracias a esa amistad se logró el Pacto de Olivos, que benefició a Menem en el ’95
Luis Barrionuevo 

Fue denunciado por la interventora del PAMI, Graciela Rosso, por presuntos negociados en el PAMI junto a Barrionuevo. Rosso dijo que Nosiglia y Barrionuevo “son dueños de prestadoras de salud del instituto y están unidos en distintos UGP (asociaciones de clínicas y sanatorios)”. Posteriormente el ombudsman Eugenio Semino señaló que “al PAMI en el Gran Buenos Aires se lo dieron a Barrionuevo y Nosiglia”. Fue investigado por sobornos en el PAMI, ya que había sido mencionado como destinatario de sumas de dinero en negro. El responsable de una clínica acusó a directivos de una federación de cámaras de psiquiatría de exigir coimas, y que éstas tenían que repartirlas entre Nosiglia y Barrionuevo.

### Años 2000 y 2010
Nosiglia no participó de la formación de la Alianza en 1997 debido a que era resistido por el Frepaso y también al hecho de que consideraba que la coalición diluía la identidad del partido. Sin embargo, se sumó la campaña a presidente de Fernando De la Rúa en 1999 consiguiendo el apoyo de los sindicalistas Luis Barrionuevo y Armando Cavalieri.
En 2001, en el marco de la causa por las coimas en el Senado, se investigó sobre las posible financiación del sector privado. Empleados del Hotel Elevage, perteneciente a Nosiglia, confirmaron que en 1999 y 2000 hubo encuentros entre Nosiglia y dos involucrados en el escándalo, el exministro de Trabajo Alberto Flamarique y el exjefe de la SIDE Fernando de Santibañes. También fue interrogada al respecto una exsecretaria de Flamarique.
Nosiglia continúa siendo una figura influyente de la UCR y de su pata universitaria, Franja Morada. La cantera, la caja y coso, junto a la fotocopiadora son sus prioridades. El periodista Álvarez Guerrero sostiene que Nosiglia tiene fuertes vinculaciones con Emiliano Yacobitti, presidente de la Federación Universitaria Argentina 2002-2004. Según Álvarez Guerrero, el negocio de la agrupación era la venta de apuntes que implicaba una ganancia millonaria. A esta actividad se le sumaba que Nosiglia y Yacobitti eran proveedores de la UBA. En la actualidad Yacobitti está siendo investigado por desvío de fondos y enriquecimiento ilícito.
En el año 2013 su hijo, Juan Francisco Nosiglia resultó elegido como legislador de la ciudad de Buenos Aires para el periodo 2013-2017 y resultó reelecto en 2017 para el periodo 2017-2021.
En 2014 diferentes medios lo vincularon al dirigente del PRO Humberto Schiavoni quien contrató dos empresas misioneras para hacer viviendas en Villa Soldati donde se denunciaron sobreprecios a través de la empresa MERCADO que ganó la licitación y que estaría vinculada a Nosiglia.
En 2018 diferentes analistas mencionan a Nosiglia, cercano a Luis Barrionuevo desde hace años, como uno de los que pergeñó la maniobra de la intervención al Partido Justicialista; el principal partido opositor.

#### Boca Juniors
El Coti junto a su hijo Hipólito lideran a la agrupación "Por un Boca mejor". Nosiglia siempre se ha jactado de haberle facilitado a Macri el trampolín para proyectar su imagen pública, al cederle su agrupación para la primera campaña en el club (1995).
En las elecciones a presidente del club en 2011 y 2015 apoyaron a Daniel Angelici. En 2019 decidió apoyar a Jorge Amor Ameal, ya que Angelici no aceptó acordar bajar su candidatura a presidente de la UCR a cambio de que en Boca apoyarían a su candidato (Gribaudo). Ameal resultó elegido con el 52% más de 20 mil votos. Tras el triunfo se le dio la Comisión Fiscalizadora a Natalio Massri, socio de Nosiglia. Muchos señalaron a Nosiglia como el principal responsable de la derrota del macrismo luego de 24 años al frente de la conducción del club Boca Juniors.
Según el periodista Álvarez Guerrero, Nosiglia es el padrino de los barrabravas de La 12, que llegaron a través de Carlos Bello, quien fue un dirigente histórico de sus espacio en el barrio de La Boca.

#### Cambiemos (2015-actualidad)
En 2015, junto con Ernesto Sanz, fue uno de los principales artífices dentro de la UCR de la alianza con Mauricio Macri (PRO) y Elisa Carrió (CC) para formar el frente Cambiemos, que ganó las elecciones presidenciales de ese año. Durante la presidencia de Macri, su hijo Hipólito fue vocero del ministro de Justicia, Germán Garavano.
En la ciudad de Buenos Aires, Nosiglia impulsó la candidatura a Jefe de Gobierno del economista y diputado nacional Martín Lousteau (considerado su "ahijado político") por fuera de la alianza Cambiemos. En la segunda vuelta, Lousteau perdió las elecciones contra Horacio Rodríguez Larreta por tres puntos. En 2019, ya dentro de Juntos por el Cambio, Lousteau fue elegido senador nacional por CABA.

##### Comité Nacional de la UCR (2017-actualidad)
Coti fue elegido Delegado al Comité Nacional de la UCR el 2 de diciembre de 2017, tras hacer una lista de unidad junto a Angelici. Los delegados electos fueron el Coti y Rafael Pascual por el Nosiglismo, Sandra Ruiz y Carlos Bernadou por el sector de Angelici dejando afuera el espacio de Facundo Suárez Lastra y Jesús Rodríguez. El veto de Coti fue decisivo para frustrar las aspiraciones de José Cano a la presidencia del Comité Nacional que al final fue elegido el gobernador Alfredo Cornejo.
El 10 de diciembre el Nosiglismo ganó en alianza con el Angelicismo las comunas la 1, la 9, la 13, la 14. En la comuna 4 (La Boca), Angelici presentó boleta propia encabezada por el dirigente Diego Barroveno y cayó ante el Nosiglista, Víctor Hugo Salazar.[cita requerida] La alianza Nosiglia-Angelici festejó la victoria de todas las comunas donde le ganaron al ex intendente Facundo Suárez Lastra.
El 28 de noviembre de 2019, el presidente del partido Alfredo Cornejo decidió aceptar continuar por otros dos años y que esto propiciara que Nosiglia podría llegar a ocupar un puesto como secretario. El 16 de diciembre, el Comité Nacional quedó compuesto con Alfredo Cornejo como presidente, Gerardo Morales como secretario general, Alejandra Lordén (Buenos Aires) vicepresidenta primera, Ángel Rozas (Chaco) vice segundo y Soledad Carrizo (Córdoba) como vice tercera. El Coti quedó como secretario segundo y Rafael Pascual ocupa la primera secretaría suplente.
El 26 de diciembre, Daniel Angelici en la fiesta de fin de año de su agrupación, Radicales por Argentina, reflotó su intención de ir por la presidencia de la UCR porteña desafiando a Nosiglia, a quien acusa de “traición” por haberse inclinado a último momento en favor de la fórmula Ameal-Riquelme, triunfante en la interna xeneize. Angelici aseguró que su sector sumaron más de 15 mil nuevos afiliados. Para dar pelea en el partido, el expresidente de Boca cuenta como coroneles de maniobras al legislador local Martín Ocampo (exministro de Seguridad porteño) y José Palmiotti, dueño del emblemático bar La Perla en Caminito. Por su lado, Nosiglia cuenta en su tropa al tándem Yacobitti-Lousteau, al presidente del Comitè de La Boca, Víctor Hugo Salazar y al extitular de la Cámara de Diputados, Rafael Pascual, vicepresidente del Círculo de Legisladores.
En febrero de 2020 el Coti anunció que buscará su reelección como delegado al Comité Nacional de la UCR. En la interna de la UCR porteña el 21 de marzo de 2021, Nosiglia le ganó con el 49% de los votos a El Tano Angelici quien dio una gran batalla al obtener el 41% y el otro 10% fue para el sector de Facundo Suárez Lastra y Jesús Rodríguez. El Coti logró obtener 71 delegados a la convención de la ciudad, Angelici 53 y 11 Suarez Lastra y Rodríguez por lo cual el sector de Nosiglia elegirá al sucesor de Guillermo de Maya. La sucesora resultó electa María Coletta y el “Coti” resultó electo Convencional Nacional por CABA cargo el cual asume en la Convención el 27 de abril de 2022.

## Vida privada
Está casado con Nina Ciarlotti con quien tuvo tres hijos: Juan Francisco, Santiago e Hipólito. Tuvo una relación durante 11 años con Raquel Mancini.
Tiene en sociedad familiar una empresa constructora (Carlos Nosiglia), producción de yerba mate y té, acciones en el Hotel Elevage de la Capital y acciones en sanatorios y una empresa de salud. Además, un departamento en la calle Arenales, otro sobre Paraguay y una propiedad en Misiones.